# Moungi Bawendi
Moungi Gabriel Bawendi (Arabisch: منجي الباوندي; Parijs, 15 maart 1961) is een Amerikaans-Tunesisch-Franse scheikundige en hoogleraar aan het Massachusetts Institute of Technology (MIT). Bawendi staat bekend door zijn verbeteringen in chemische processen om kwantumstippen van hoge kwaliteit te produceren. In 2023 ontving hij hiervoor de Nobelprijs voor Scheikunde.

## Biografie
Bawendi werd geboren in Parijs als zoon van de Tunesische wiskundige Mohammed Salah Baouendi. Na afwisselend in Frankrijk en Tunesië te hebben gewoond migreerden het gezin, terwijl hij nog een kind was, naar de Verenigde Staten. Ze woonden in West Lafayette toen  zijn vader werkzaam was op de wiskunde-faculteit van de Purdue-universiteit. In 1978 studeerde Bawendi af aan de West Lafeyette Junior-senior High School.
Bawendi studeerde aan de Harvard-universiteit waar hij zowel zijn bachelorgraad in 1982 als zijn mastergraad het jaar erop behaalde. In 1988 promoveerde hij in de scheikunde aan de Universiteit van Chicago, onder begeleiding van Karl Freed en Takeshi Oka. Met Freed werkte Bawendi aan de theoretische polymeerfysica en met Oka aan experimenten met helium-3, die een rol speelden bij het ontcijferen van het emissiespectrum van Jupiter dat in 1989 werd waargenomen. Het was Oka die Bawendi tijdens zijn afstudeerstudie aanraadde om een zomerprogramma te volgen bij Bell Labs, waar Louis Brus hem kennis liet maken met het onderzoek naar kwantumstippen. Na zijn promotie ging Bawendi als postdoctoraal-onderzoeker bij Brus bij Bell Labs werken. In 1990 trad Bawendi in dienst bij het Massachusetts Institute of Technology (MIT) alwaar hij in 1996 hoogleraar werd.

## Werk
Bawendi is een leidend persoon in het onderzoek en de ontwikking van colloïdale nanokristallen. Een belangrijke uitdaging hierbij was om manieren te vinden om
kwantumstippen te maken van hoge kwaliteit die stabiel en uniform in afmeting zijn. Samen met David J. Morris en Christopher B. Murray ontwikkelde Bawendi een nieuwe synthesemethode voor productie van reproducieerbare kwantumstippen van gedefinieerde grootte en hoge optische kwaliteit.
Zijn doorbraak maakte het mogelijk om de juiste kwalitatieve kwantumstippen te produceren die toegepast konden worden in diverse technogische toepassing, zoals led's, fotovoltaïsche cellen, lasers en vele andere toepassingen op het gebied van de fysica en chemie.
1901: Van 't Hoff ·
1902: E. Fischer ·
1903: Arrhenius ·
1904: Ramsay ·
1905: Baeyer ·
1906: Moissan ·
1907: Buchner ·
1908: Rutherford ·
1909: Ostwald ·
1910: Wallach ·
1911: Curie ·
1912: Grignard, Sabatier ·
1913: Werner ·
1914: Richards ·
1915: Willstätter ·
1918: Haber ·
1920: Nernst ·
1921: Soddy ·
1922: Aston ·
1923: Pregl ·
1925: Zsigmondy ·
1926: Svedberg ·
1927: Wieland ·
1928: Windaus ·
1929: Harden, Euler-Chelpin ·
1930: H. Fischer · 
1931: Bosch, Bergius ·
1932: Langmuir ·
1934: Urey ·
1935: F. Joliot-Curie, I. Joliot-Curie ·
1936: Debye ·
1937: Haworth, Karrer ·
1938: Kuhn ·
1939: Butenandt, Ružička ·
1943: Hevesy · 
1944: Hahn ·
1945: Virtanen ·
1946: Sumner, Northrop, Stanley ·
1947: Robinson · 
1948: Tiselius · 
1949: Giauque ·
1950: Diels, Alder ·
1951: McMillan, Seaborg ·
1952: Martin, Synge ·
1953: Staudinger ·
1954: Pauling ·
1955: Vigneaud ·
1956: Hinshelwood, Semjonov ·
1957: Todd ·
1958: Sanger ·
1959: Heyrovský ·
1960: Libby ·
1961: Calvin ·
1962: Perutz, Kendrew ·
1963: Ziegler, Natta ·
1964: Hodgkin ·
1965: Woodward ·
1966: Mulliken ·
1967: Eigen, Norrish, Porter ·
1968: Onsager ·
1969: Barton, Hassel ·
1970: Leloir ·
1971: Herzberg ·
1972: Anfinsen, Moore, Stein · 
1973: E.O. Fischer, Wilkinson · 
1974: Flory ·
1975: Cornforth, Prelog ·
1976: Lipscomb ·
1977: Prigogine · 
1978: Mitchell ·
1979: Brown, Wittig ·
1980: Berg, Gilbert, Sanger ·
1981: Fukui, Hoffmann ·
1982: Klug ·
1983: Taube ·
1984: Merrifield ·
1985: Hauptman, Karle ·
1986: Herschbach, Lee, Polanyi ·
1987: Cram, Lehn, Pedersen ·
1988: Deisenhofer, Huber, Michel ·
1989: Altman, Cech ·
1990: Corey ·
1991: Ernst ·
1992: Marcus ·
1993: Mullis, Smith ·
1994: Olah ·
1995: Crutzen, Molina, Rowland ·
1996: Curl, Kroto, Smalley ·
1997: Boyer, Walker, Skou ·
1998: Kohn, Pople ·
1999: Zewail ·
2000: Heeger, MacDiarmid, Shirakawa ·
2001: Knowles, Noyori, Sharpless ·
2002: Fenn, Tanaka, Wüthrich ·
2003: Agre, MacKinnon ·
2004: Ciechanover, Hershko, Rose ·
2005: Grubbs, Schrock, Chauvin ·
2006: Kornberg ·
2007: Ertl ·
2008: Shimomura, Chalfie, Tsien ·
2009: Steitz, Yonath, Ramakrishnan ·
2010: Heck, Negishi, Suzuki ·
2011: Shechtman ·
2012: Kobilka, Lefkowitz ·
2013: Karplus, Levitt, Warshel ·
2014: Betzig, Hell, Moerner ·
2015: Lindahl, Modrich, Sancar ·
2016: Sauvage, Stoddart, Feringa ·
2017: Dubochet, Frank, Henderson · 
2018: Arnold, Winter, Smith ·   
2019: Goodenough, Whittingham, Yoshino ·
2020: Charpentier, Doudna ·
2021: List, MacMillan ·
2022: Bertozzi, Meldal, Sharpless ·
2023: Bawendi, Brus, Jekimov ·
2024: Baker, Hassabis, Jumper